# Ridha Charfeddine
Ridha Charfeddine (Sousse, 2 de julho de 1952) é um político e desportista tunisiano. É deputado desde outubro de 2014.

## Carreira
Ele é presidente do Clube de futebol e esportivo Étoile Sportive du Sahel desde 4 de maio de 2012.
Nas eleições parlamentares de outubro de 2014, foi eleito para a Assembleia dos Representantes do Povo pelo partido político Nidaa Tounes.
Em 8 de outubro de 2015, Charfeddine sobreviveu a uma tentativa de assassinato perto de Sousse, quando o carro em que viajava foi baleado várias vezes.
Em julho de 2019, deixou o Nidaa Tounes para filiar-se ao partido Qalb Tounes (Coração da Tunísia), de ideologia de centro, criado por Nabil Karoui que é uma das principais figuras tunisianas devido ao fato de controlar importante conglomerado de veículos de comunicação, Karoui é CEO da Karoui & Karoui World e proprietário da estação de televisão tunisiana Nessma..  